# Sint-Willibrorduskerk (Kloosterburen)
Die römisch-katholische Sint-Willibrorduskerk ist ein neugotischer Kirchenbau in Kloosterburen in der niederländischen Gemeinde Het Hogeland (Provinz Groningen).
Sie wurde durch den Architekten P. J. H. Cuypers entworfen. Die Kirche ersetzt einen kleineren Vorgängerbau von 1842 und wurde von der Gemeinde selbst errichtet.

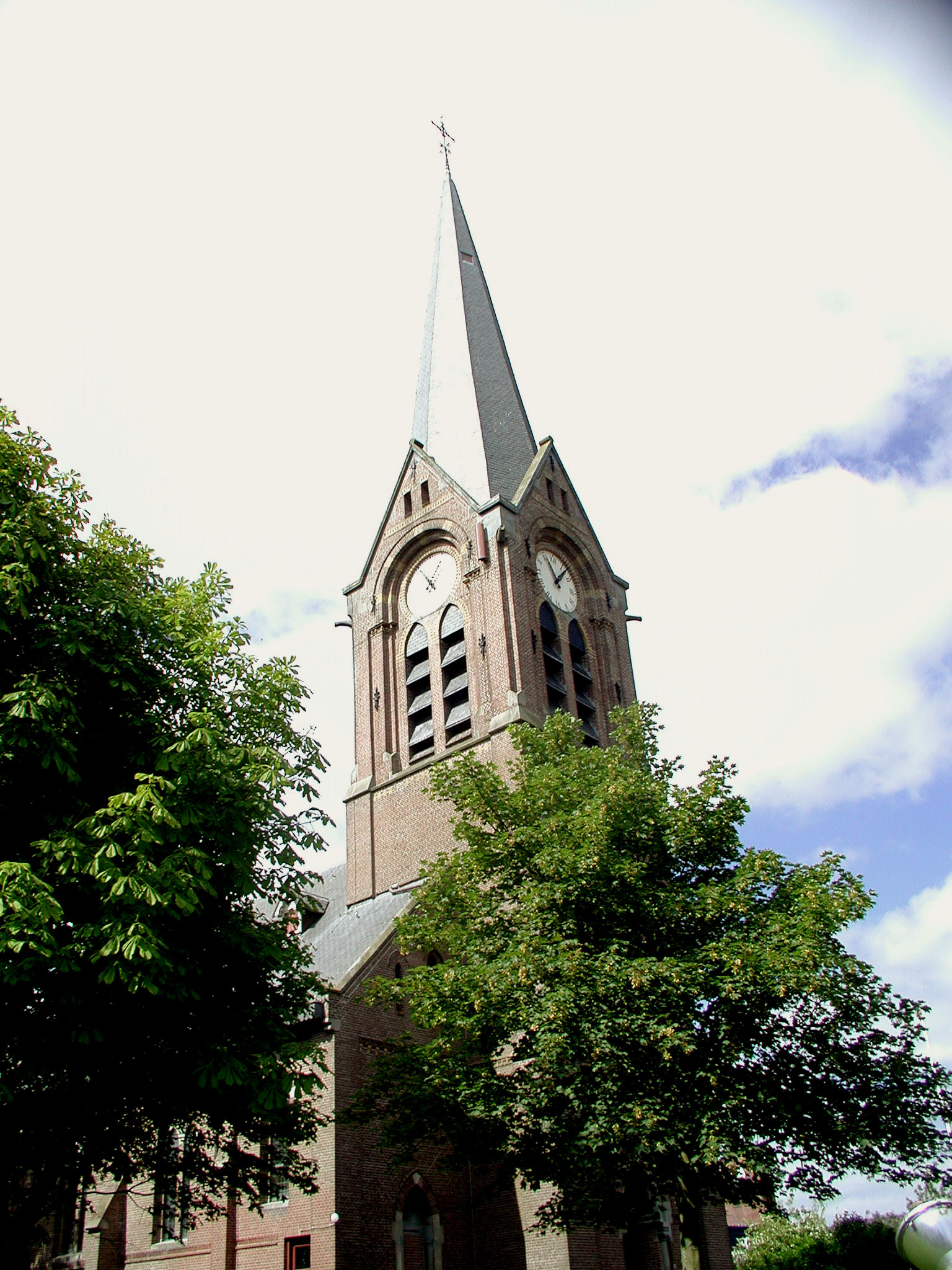
Turm der Sint-Willibrorduskerk

## Geschichte
Das Dorf Kloosterburen wurde, nachdem Groningen 1594 von den katholischen Besatzern befreit wurde, protestantisch. Dies ist in den Niederlanden als Reductie van Groningen, die „Rückführung in die Republik“, bekannt. Die Klosterkirche des aufgegebenen Klosters der Prämonstratenser wurde von nun an von den Protestanten genutzt und einige Jahrzehnte später durch einen Neubau ersetzt. Dieser wurde 1815 abgebrochen.
Im Jahr 1842 wurde wieder eine römisch-katholische Kirche gebaut. Diese Saalkirche erwies sich jedoch schon nach zwanzig Jahren als zu klein. Der ehemalige Pfarrer A. Kerkhoff beabsichtigte daher eine größere Kirche zu bauen und bat den Architekten P.J.H. Cuypers um einen Entwurf. Diese Planungen wurden ortsintern durchgeführt, da die Kirche von den Dorfbewohnern selbst gebaut werden sollte. Im November 1868 konnten dann schon die ersten Gottesdienste abgehalten werden; die Arbeiten an der Kirche wurden im Sommer 1869 endgültig abgeschlossen. Die Architektur wurde von Cuypers schlicht gehalten und sollte auch in das Dorfbild passen. Dafür spricht auch der zentrale Platz inmitten des Dorfes (Hoofdstraat 28). Ein breites Satteldach soll das Gebäude vor Unwettern schützen und ein schiefergedeckter Turm mit Wetterfahne wurde an die Nordseite gesetzt. Im Jahr 1904 wurde die Kirche mit einer polygonalen Apsis der Architekten Jos Cuypers und Jan Stuyt erweitert. Das Bauwerk ist ein Rijksmonument mit der Nummer 509515.

## Gestaltung

### Außenbau
Das Satteldach ist mit Schiefer gedeckt (1996 restauriert) und wird durch eine neue Regenrinne und zehn kleine Giebelgauben (ebenfalls 1996 restauriert) umrandet. Die Kirche hat einen dekorativen Fries unter dem Dachrand und unter den Fensterbänken. Der Aufbau des dreistufigen Turms ist mit Dekorationen aus gelben und braunen Ziegeln aufgelockert. Der Haupteingang befindet sich an der Nordseite der Kirche, am Fuß des Turms, und besteht aus einer Doppelflügeltür. Der Bogen über der Tür ist aus Naturstein und hat in der Mitte einen Vielpass aus Bleiglas mit einem aus Naturstein gefertigten Herz. Eine fünfstufige Backsteintreppe gewährt den Zugang. Über dem Portal auf der zweiten Stufe des Turms befindet sich ein großes dreiteiliges Fenster unter einem Spitzbogen von gelben und braunen Ziegen, unterbrochen durch Naursteinelemente. Auf dem dritten Stockwerk befinden sich zwei große Öffnungen für das Glockengeläut und darüber die Kirchenuhr. Dies wiederholt sich auf allen Seiten des Turms. Auf der linken Seite des Querhauses ist die Sakristei. Diese wurde in Niedrigbauweise mit einer Giebeldachrinne und einem Schornsteinkamin ausgeführt.

### Innenraum
Das Innere der Kirche, vor allem der alte Hauptaltar und die beiden Seitenaltäre wurden vom Büro Cuypers & Stoltenberg aus Roermond gemacht. Die Glasfenster über dem alten Hochaltar stammen aus den Werkstätten von Glaser Nicolas, ebenfalls aus Roermond und stellen Szenen aus dem Leben des Heiligen Willibrord dar, nach ihm wurde die Kirche benannt. Die Stationen des Kreuzwegs wurden um 1890 von der Firma Ferlemont aus ’s-Hertogenbosch gefertigt und Eichentäfelung sowie die Bänke wurden im Jahr 1923 eingebaut. Bei Orgelbauer P.J. Adema aus Amsterdam wurde 1925 eine Orgel in Auftrag gegeben und hinter dem alten Chor der Kirche eingebaut. Im Jahr 1970 wurde die Kirche außen restauriert und zwei Jahre später folgte die Anpassung des Inneren nach Maßgaben des zweiten Vatikanischen Konzils. Dies geschah, indem man den Altar in die Mitte rückte und einige bemalte Fenster durch Klarglas ersetzte, um eine hellere Umgebung zu schaffen.
Das Pfarrhaus aus dem Jahr 1908 wurde abgerissen. Nach der Restaurierung der Kirche im Jahr 1996 verfügt über das Dach wieder über eine neue Schieferdeckung und Gauben.

Aufnahmen von 1972, nach Restaurierung und Umbau
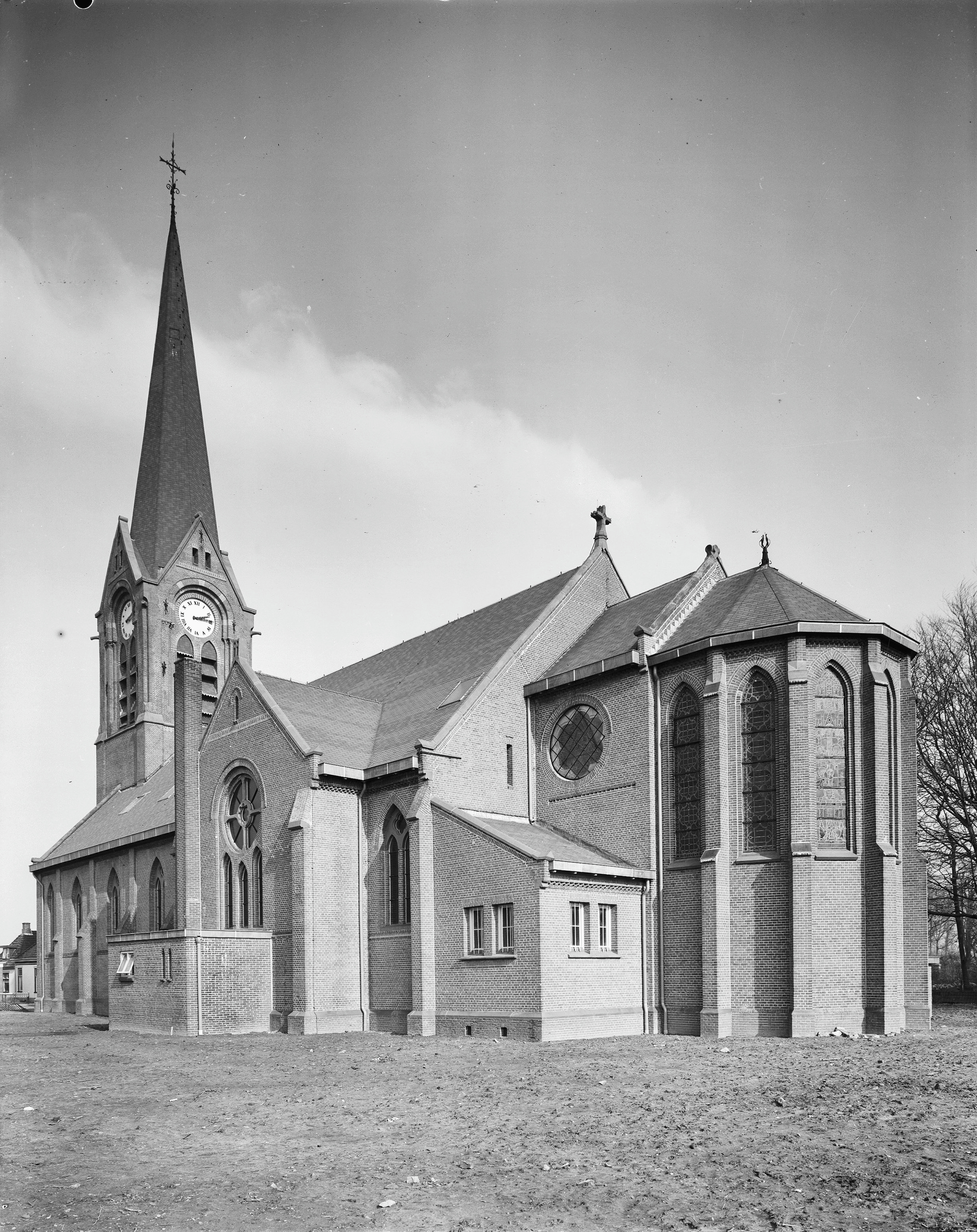
Westseite
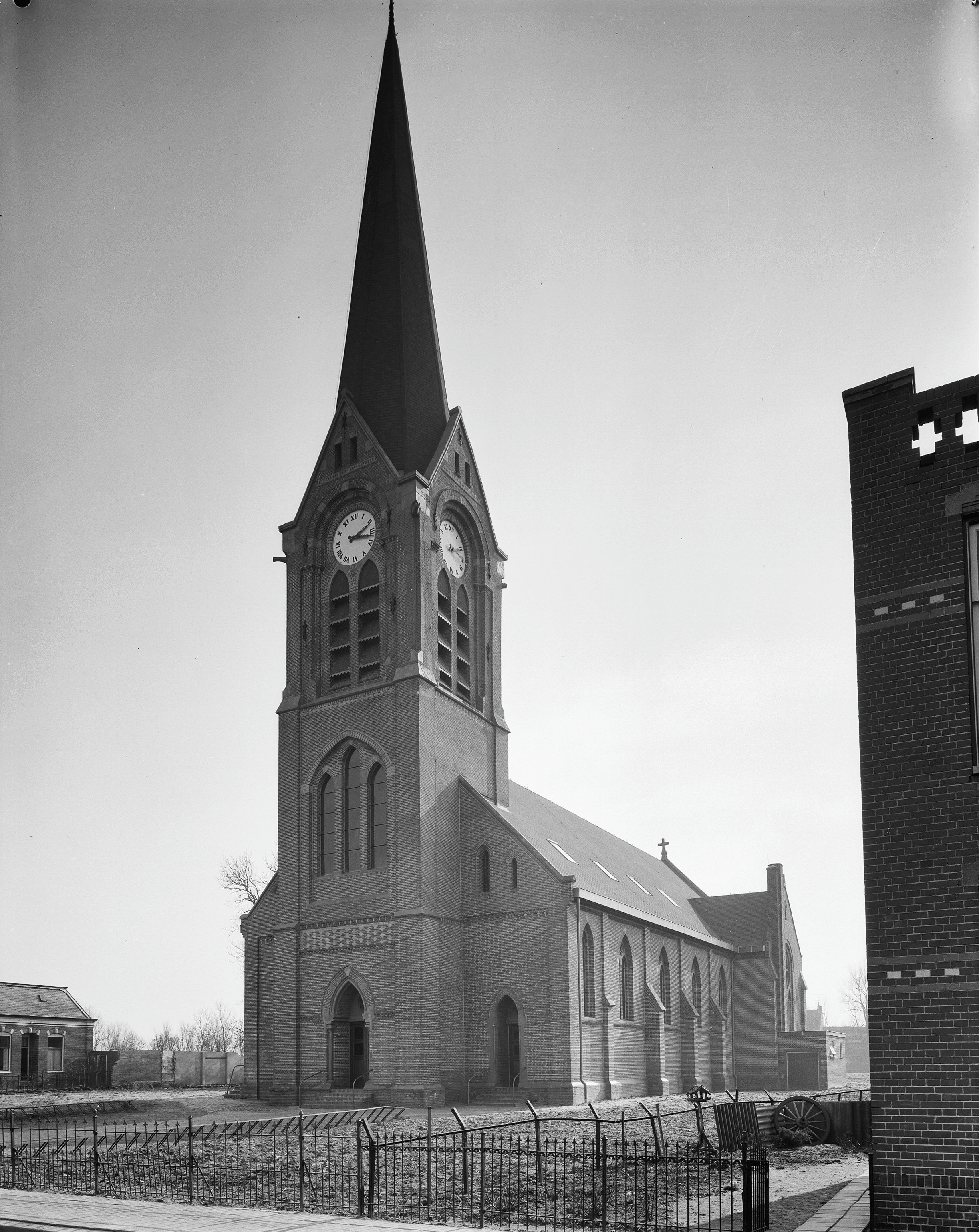
Nordseite mit Turm
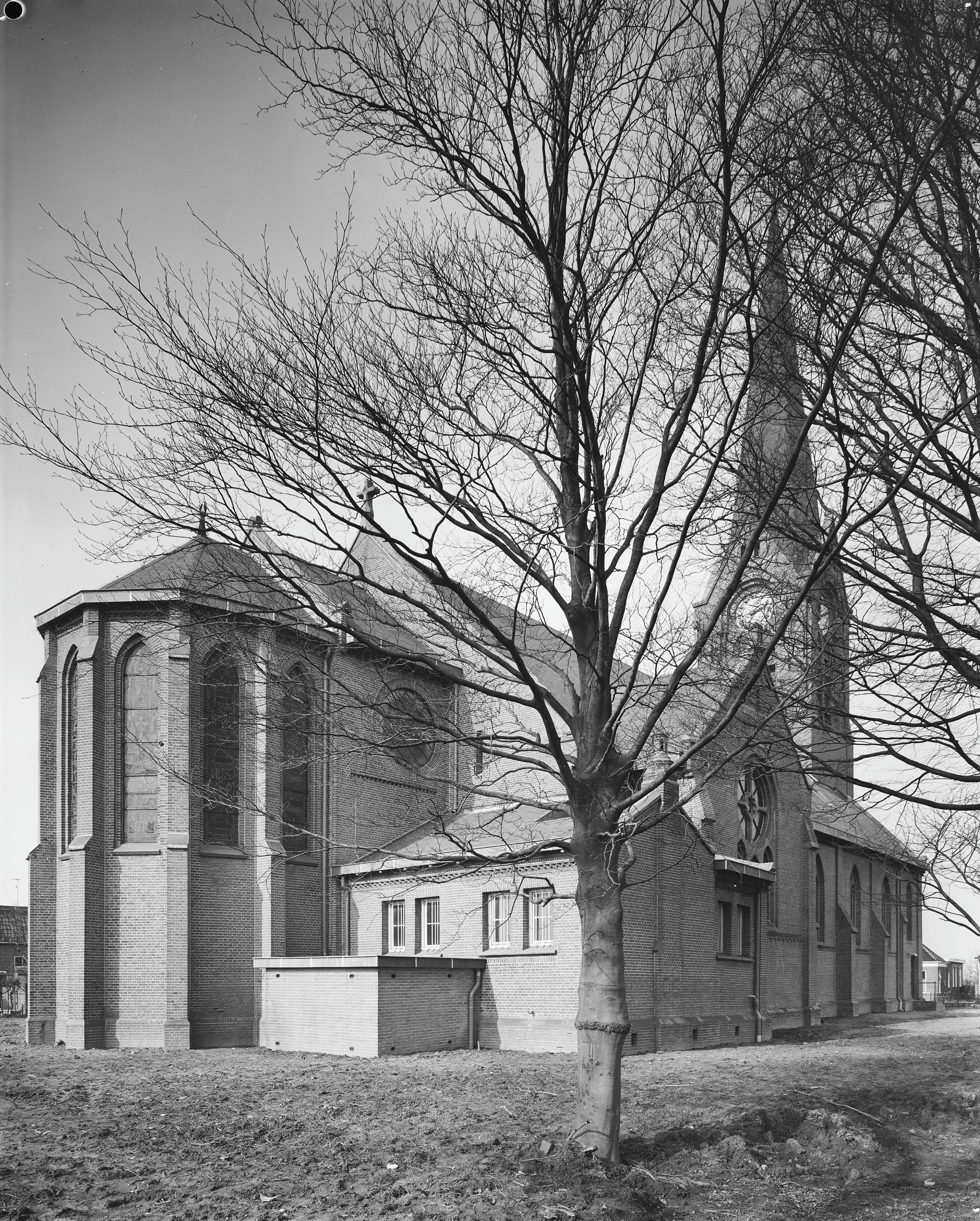
Ostseite mit Sakristei
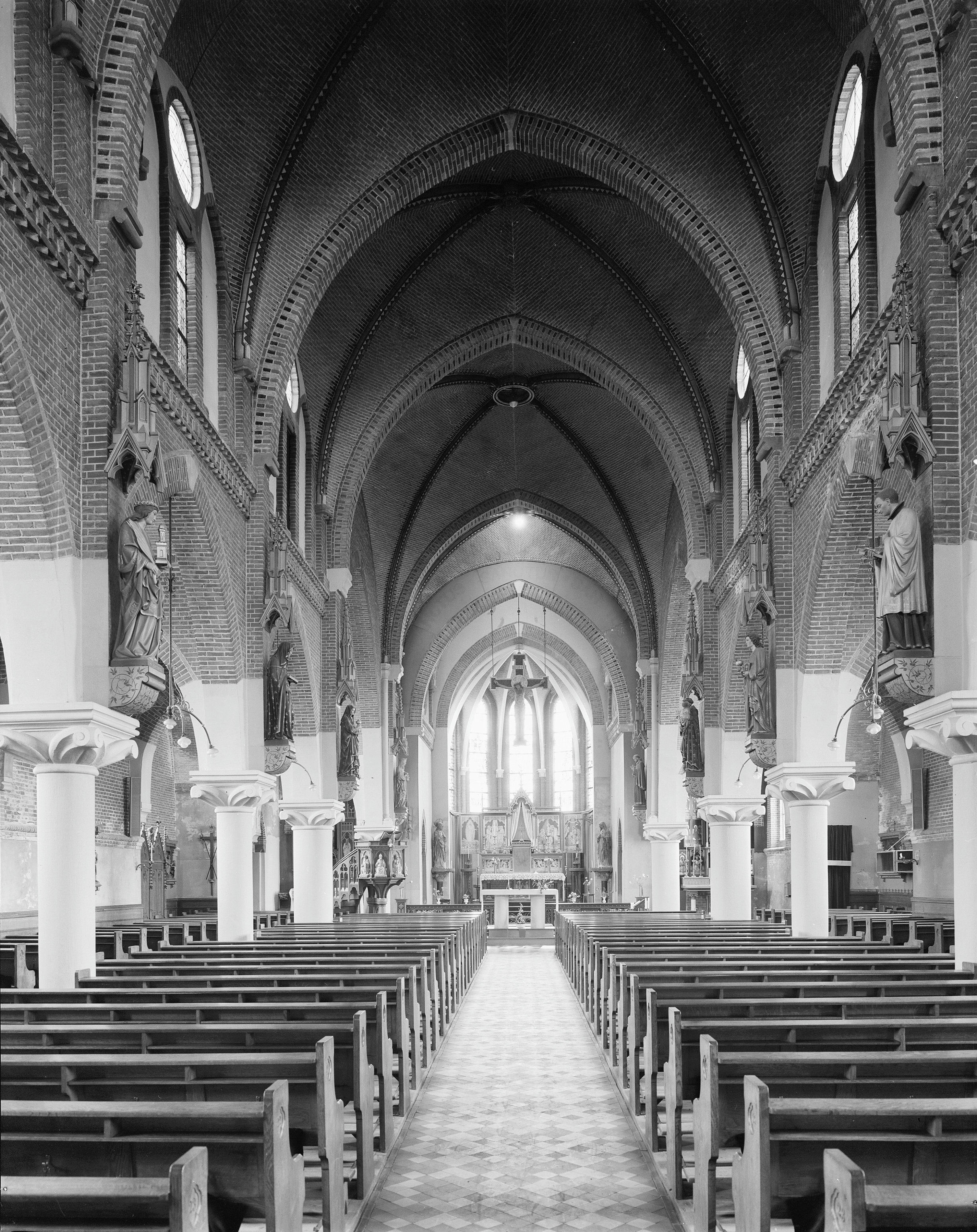
Innen
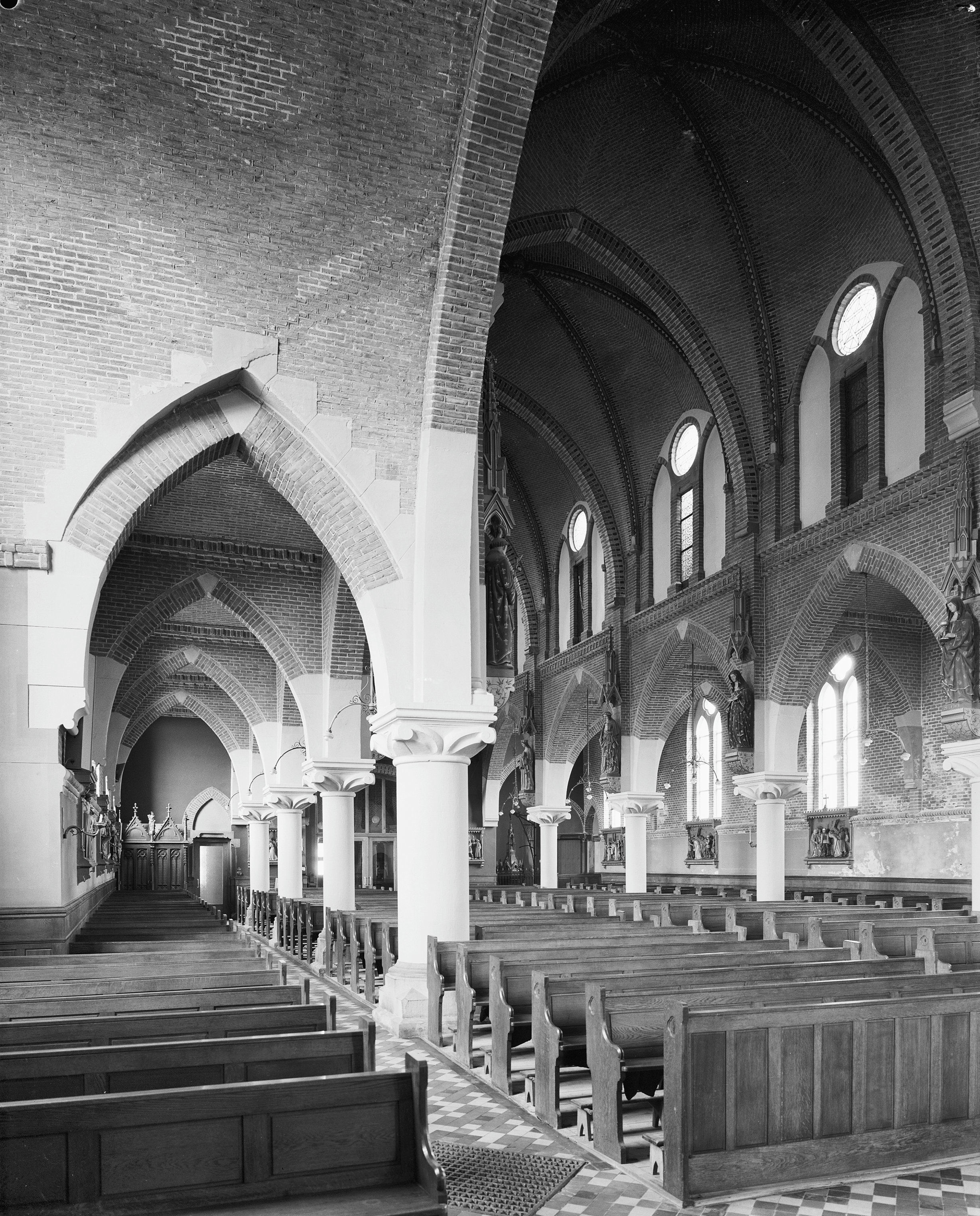
Innen
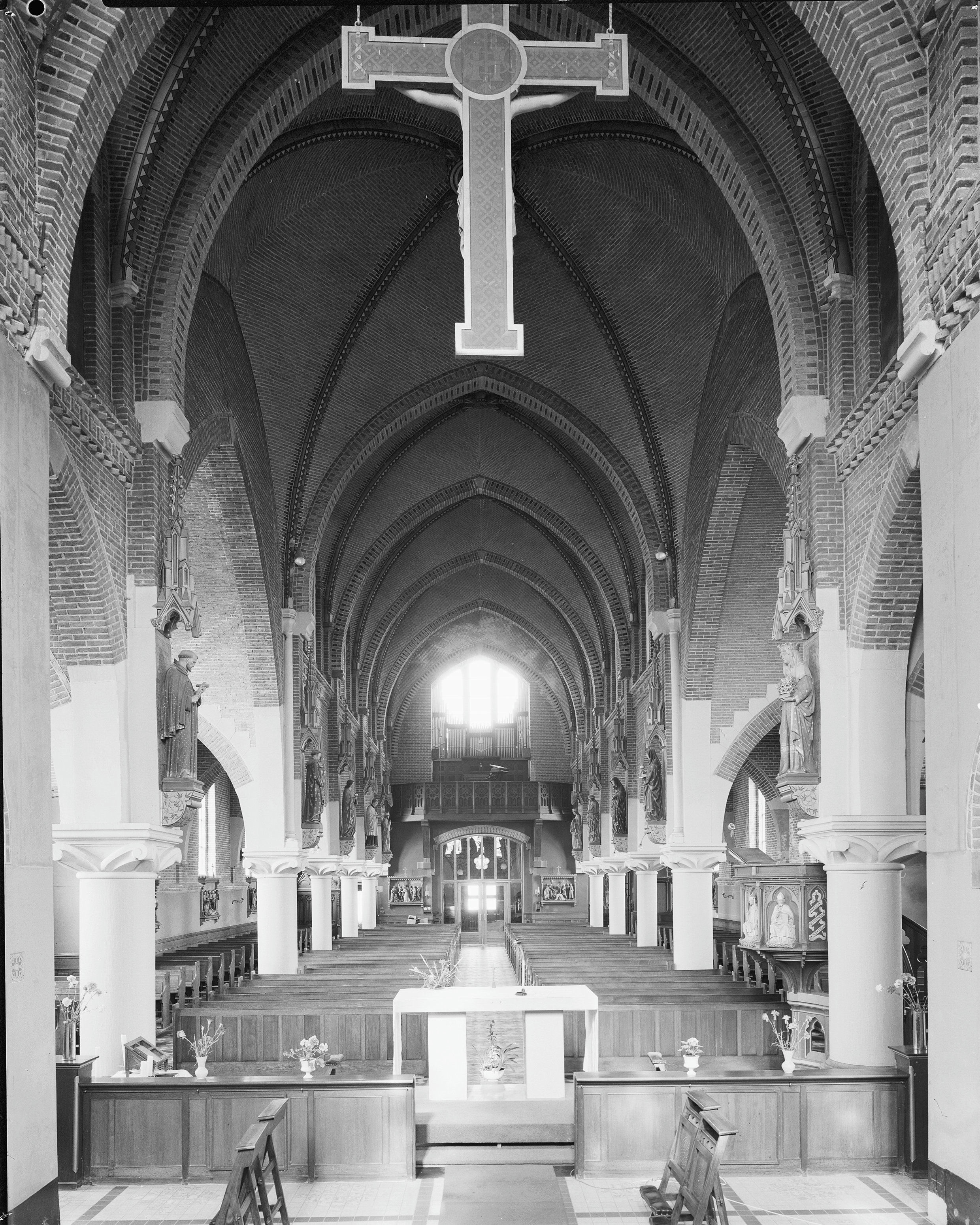
Innen